# Tricholoma goliath
Tricholoma goliath är en svampart som först beskrevs av Elias Fries, och fick sitt nu gällande namn av S. Lundell & Nannf. 1942. Tricholoma goliath ingår i släktet musseroner och familjen Tricholomataceae.   Inga underarter finns listade i Catalogue of Life.